# Galanthus gracilis
Galanthus gracilis là một loài thực vật có hoa trong họ Amaryllidaceae. Loài này được Celak. mô tả khoa học đầu tiên năm 1891.

## Hình ảnh

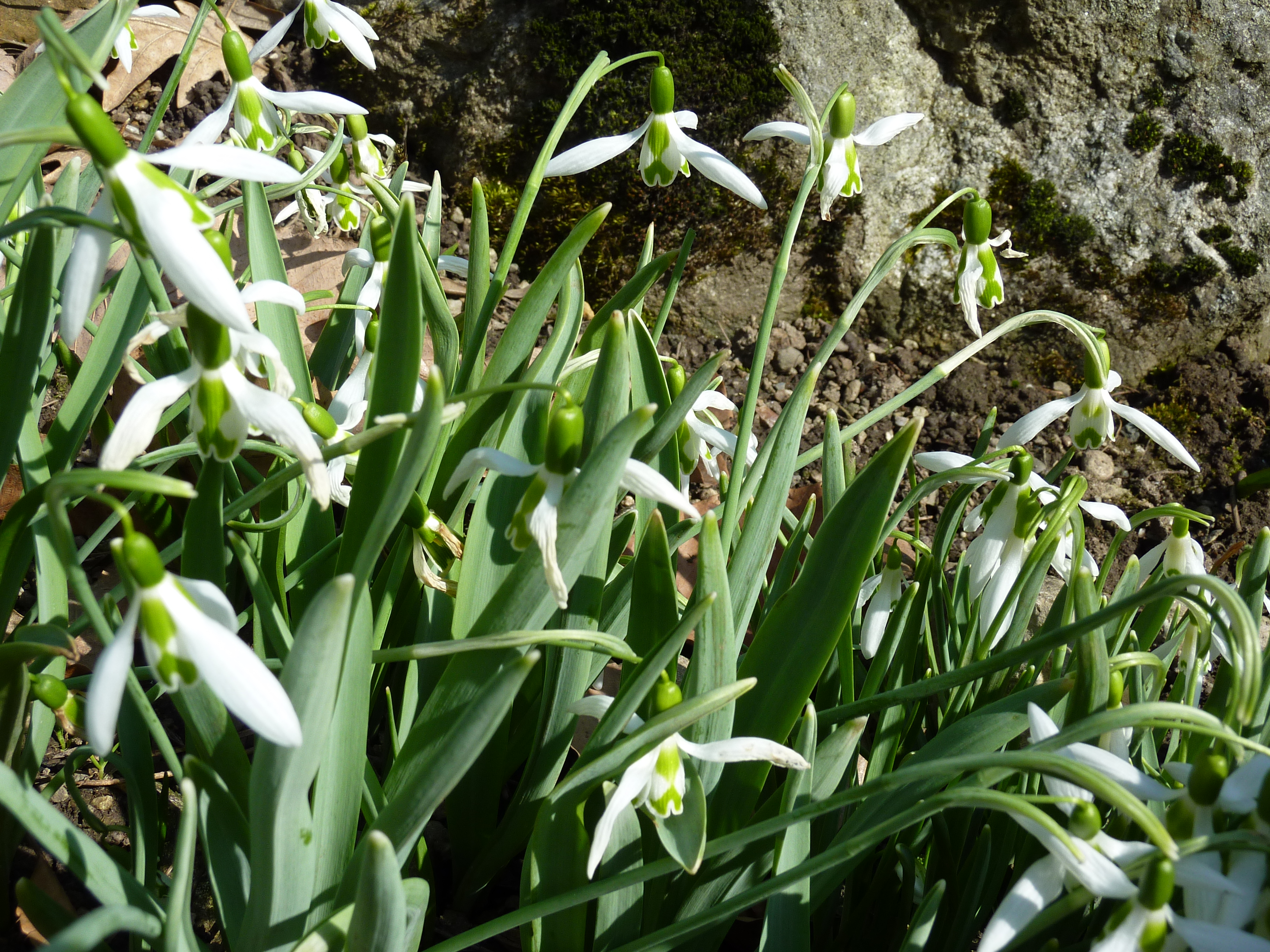